# Ignacio Buenrostro
Ignacio Buenrostro Berumen (* 2. November 1944 in La Experiencia; † 28. Oktober 2019 in Guadalajara) war ein mexikanischer Fußballspieler auf der Position eines Stürmers.

## Laufbahn
Nach seiner Ausbildung beim Club Deportivo Imperio stand Buenrostro als Profifußballer bei Atlas Guadalajara unter Vertrag, mit dem er in der Saison 1967/68 den mexikanischen Pokalwettbewerb gewann. Anschließend spielte Buenrostro für den CF Laguna, Atlético Morelia und den CD Zacatepec.

## Erfolge
- Mexikanischer Pokalsieger: 1967/68